# Rhabdus perceptum
Rhabdus perceptum är en blötdjursart som först beskrevs av Mabille och Alphonse Trémeau de Rochebrune 1889.  Rhabdus perceptum ingår i släktet Rhabdus och familjen Rhabdidae. Inga underarter finns listade i Catalogue of Life.